# Dancing Blade かってに桃天使!
『dancing blade かってに桃天使!』（ダンシングブレード かってにももてんし）は、コナミより発売されたアドベンチャーゲーム。

## 概要
1プレイは約30分ほどで、アニメーションムービーの要所要所で表示される選択肢によってストーリーが分岐するマルチエンディングのアドベンチャーゲームである。アニメーション制作は京都アニメーション。
自分の出生の秘密を探して旅に出た桃から生まれた美少女「桃姫」が、仲間たちと繰り広げる騒動を描く。天然ボケ少女のお狗、色っぽいお姉さまのキジメ、鎧に身を包んだ怪力の大男猿吉といった面々からも判るように日本の昔話である「桃太郎」をモチーフとしており、それ以外にも昔話のキャラクターが登場する（主人公は上のどれにも相当しない桃姫の幼馴染の少年である）。
ストーリーの分岐やエンディングは数パターンしかないため、ゲーム性はそれほど高くない。ゲームというより「ストーリーが分岐するOVA」といったほうが近い内容であることから、2006年に発売されたPlayStation Portable版はゲームではなくUMD VIDEOの機能を使った「映像ソフト」という扱いであった。
発売当時はそれほど目立った人気も出なかったが、2001年にゲーム雑誌『ファミ通』誌上にて行われた企画「続編を出して欲しいソフト」の投票において、群馬県在住の高校生1人が送った数千票によって本作が大差で1位となった。
90年代末期にゲームショップで配布されたコナミのフリーペーパー紙「KONAMI LOOK MAGAGIN」の1998年頃の記事によると、「第三弾の制作が決まった」として、「桃姫達が現代の高校生となり学園生活を送る」と言う当時主力だった「ときめきメモリアル」のセルフパロディが展開される「3作目」の構想が発表されるも、その後は音沙汰も無く、企画倒れに終わった模様。

## ストーリー

### dancing blade かってに桃天使!
シリアス編（鬼退治編）
巨大鬼の噂を聞いた桃姫たちは皇国軍の鬼征伐隊と共に鬼ヶ島に向かうが、乗船していた戦艦がカラクリ海魔に襲われ、桃姫と主人公は海に投げ出されてしまい、流れ着いた鬼ヶ島でナヨタケという少女に出会う。
コミカル編
主人公は鬼退治に向かう途中に立ち寄った都で食中毒に倒れてしまい、キジメとお狗の勝手な治療によって病状は悪化していく。そんな中、キジメとお狗はどんな病気も治すという秘薬を求め、化物屋敷と呼ばれるセンブリの研究所に潜入する。

### dancing blade かってに桃天使II〜Tears of Eden〜
世界樹編
桃姫一行は都でのアルバイトで路銀を稼ぐ。そのような折、都の上空に現れた巨大な船から異国の使者ムカエルが自国の姫である桃姫を迎えに降り立つ。伝説の桃源郷の秘密を知ろうとする国皇は、交換条件として桃姫を引き渡す密約を結ぶ。
竜宮城編
海岸で子供たちにいじめられていた龍を助けた桃姫たちは、お礼に竜宮城へ招待される。しかし、龍の正体は世界の水没をもくろむ龍魔王だった。さらにその娘の乙姫が主人公に恋してしまい、事態は混迷の度を深めていく。

## 登場人物

### 桃姫一行
dancing blade かってに桃天使!
桃姫（ももひめ）
声 : 桑島法子
年齢：16歳、身長：159cm、体重：46kg、生年月日：3月3日、星座：魚座、血液型：A型、スリーサイズ：B83/W58/H85、好きなもの：打ち上げ花火、嫌いなもの：ザザムシ、趣味：食べること
忍びの里で育った明朗活発で正義感の強い女の子。特徴は腰元まで届くほどの長い髪を大きなピンクのリボンで束ねたポニーテールとピンク色のミニスカート風の体のラインがくっきりと出る忍び装束。腰には桃姫が生まれた時から手にしていた不思議な刀「白桃丸」を帯刀している。秘められた力を解放することによって桃天使に変身することができる。
ある日、自分が桃から生まれたことを知り、自分の出生の秘密を探るために旅に出た。
イラストやテレカ等で裸の上にサンタコートを羽織った姿やサンバ衣装や水着などサービスカット的な絵が作品中では一番多いキャラである。
桃天使
謎の声の導きによって桃姫が覚醒した姿。変身した際に桃姫の人格から桃天使の人格に入れ替わるため、普段よりも冷静で凛々しくなる。武器は巨大化した白桃丸。
桃天使時の白桃丸は魔力を刀身に纏う事や桃姫を乗せて空を飛び空中戦を可能とし刀身を変化させ盾として使用できるなどその力を存分に発揮できる。
圧倒的な攻撃力を持ち、数千近い天使像の攻撃を白桃丸でさばくのと同時に瞬時に撃滅したり、巨大鬼の光線を真っ二つに切り裂いたりしているが、ムカエルには歯が立たず、全力の攻撃が片手で受け止められ、軽くあしらわれている。
前世で犯した罪を償うために不浄の地へと落とされた存在であるらしいが、作品中では詳しく語られていない。『II』のオープニングで雲海の上で謎の人物と戦っているシーンがあるが、それは桃姫に転生する前の桃天使らしい。
主人公 / 公丸（きみまる）
声 : 緒方恵美
年齢：15歳、身長：166cm、体重：53Kg、生年月日：8月6日、星座：獅子座、血液型：A型、好きなもの：本、嫌いなもの：うるさい場所、趣味：魔法の勉強
どこにでもいそうな普通の少年で性格はおとなしく気が優しい。一旦決めた事は必ずやり遂げないと気がすまないという努力家でもある。桃姫とは幼馴染であり彼女に幼馴染以上の感情を持っている。
無類の本好きであり本屋の前を素通りできない体質のせいか学問に精通し魔術、陰陽道、鬼道は専門家以上の知識を持っており戦闘においても相手にダメージを与える魔法弾をはじめとした攻撃呪文を得意としておりさらに式神を召喚することもできる。
作中やたらと女性に好かれるが、それは同時に彼に厄介事や不幸をもたらす。
ゲーム中では名前を呼ばれることはなく、設定にも「主人公」とだけ記されている。「公丸」という名前はドラマCDから。
お狗（おいぬ）
声 : 白鳥由里
年齢：15歳、身長：153cm、体重：47Kg、生年月日：11月10日、星座：蠍座、血液型：B型、スリーサイズ：B85/W57/H87、好きなもの：フグ、嫌いなもの：栗、趣味：お昼寝
犬の化身の少女。のんびり屋で人に尽くすのが好き。過去に鬼と因縁があったらしく、鬼退治におもむく桃姫の仲間に志願する。
『II』では不思議な首輪の力で戦闘スタイルに変身した。
キジメ
声 : ならはしみき
年齢：16歳、身長：167cm、体重：51Kg、生年月日：8月31日、星座：乙女座、血液型：O型、スリーサイズ：B92/W59/H90、好きなもの：おでん（玉子）、嫌いなもの：寒さ（冷え）、 趣味：ムチでたたく、ロウソクで炙る
男性の気を惹くために露出度の高い格好をしている美女。主人公のことを気に入って仲間に加わった。
『II』ではオープニングにも登場した謎の槍の力で戦闘スタイルに変身した。
猿吉（さるきち）
声 : 上田祐司
年齢：不詳、身長：230cm、体重：不明、生年月日：不明、星座：不明、血液型：O型、好きなもの：女、嫌いなもの：面倒臭い事、趣味：武装強化
全身を強化鎧で固めた巨漢。酒と女に目がない野性的な性格だが、主人公とは友情で結ばれている。誰も鎧の下の姿を見たことがないが、『II』ではわずかに素顔をのぞかせる場面がある。

### dancing blade かってに桃天使!
ナヨタケ
声 : 宮村優子
竹から生まれた天才少女。優れた技術力を有し、自ら開発した巨大オニの力で世界制服を企んでいる。
ハチク
声 : 子安武人
ナヨタケの部下で超美形の青年。鬼ヶ島を実質的に指揮している。非常に頭が切れるのでナヨタケからもかなり信頼されている。元貴族生まれで父親は第三皇子。権力闘争の渦中、両親を叔父の一族によって攻められ目の前で殺されてしまう。追っ手から逃げ切る途中深手を負い、力尽き死ぬ寸前のところをナヨタケに救われて以来、彼女に付き従っている。
ナヨタケの才能を見るうちに、その才能を利用して両親を殺した王族を滅ぼし世界を支配しようという野望が沸き、ナヨタケを裏切る。
巨大オニ
ナヨタケが創造した究極の生命体。幼態→第二形態→最終形態へと進化していく。龍の玉の力で成長し、自我を持ったことで本来逆らえないはずであったハチクを触手で捕らえ食い殺した。
桃姫達の攻撃により一度は再起不能になるが、成長プログラムをハチクによって書き換えられたためナヨタケにも想像が付かないほどの再生能力と進化を見せる。彼女たちを追い詰めるが覚醒した桃天使によってその力の源である龍の玉を破壊され、消滅した。
DC版では桃天使が体内に突入した際に桃天使の太ももや胸に触手が巻きつくシーンが追加された。
ナズナ
声 : 氷上恭子
戦艦「雷童丸」の艦長。鬼征伐隊の指揮を取る。
参謀
声 : 大木民夫
ナズナの副官。都でも名高い博識家である。
センブリ
声 : 渕崎ゆり子
究極の生命体を創造しようと実験を繰り返すマッドサイエンティスト。

### dancing blade かってに桃天使II〜Tears of Eden〜
スズナ
声 : 坂本真綾
皇室機動隊の女隊長。常に無表情だが内面は優しい。
国皇（こくおう）
声 : 佐藤正治
都の最高権力者。桃源郷伝説に興味を抱く野心家。
ムカエル
声 : 難波圭一
巨大な浮き船で都にやってきた異国の大使。人類が神と呼ぶ人種であり、桃姫の出生の秘密を知る人物であるらしい。その戦闘力は桃天使以上であり全力で斬りかかる桃天使の一撃を一歩も動かずに跳ね返し、戦闘不能状態に追い込んだ。
常に冷静で温厚、何者にも動じる事もないがそれは「自分が神である」というおごりからくる余裕である。会話するとも何の感情もこもらないのは異常なほどプライドが高いためであるが、その自信を冒されたときに、意外なほどの精神的脆さを見せた。
彼がなぜ不浄の地へと落とされた桃姫を迎えに来たのかは、作品では結局語られなかった。
ミザル
声 : 笠原留美
ムカエルに仕える三精霊の一人。慎重な性格で千里眼を持っている。
人と共に生きることを決意した桃姫を愚かな存在だとみなし排除しようとするが、桃天使に一撃で倒されてしまう。
イワザル
ムカエルに仕える三精霊の一人。
未来を予見する能力を持つために自らの口を閉ざしてしまっている。3人の中では一番性格がおとなしい。
ミザル同様、桃天使に一撃で倒されてしまう。
キカザル
声 : 増田ゆき
ムカエルに仕える三精霊の一人。地獄耳を持つ精霊。3人の中では一番攻撃的でプライドが高い。
ミザル同様、桃天使に一撃で倒されてしまう。ムカエルが桃天使に倒されるの見ると、他の2人と共にいずこかに姿を消してしまった。
甲姫（こうひめ）
声 : 三石琴乃
竜宮4姉妹の長女。自由奔放だが、ときには厳しい一面も見せる。妹の恋を応援する。
乙姫（おつひめ）
声 : 那須めぐみ
竜宮4姉妹の次女。引っ込み思案な性格。主人公に一目ぼれしてしまうが、これが彼女の初恋だった。人魚姿に変身できる。
丙姫（へいひめ）
声 : 笠原留美
竜宮4姉妹の三女。頭がよくて、しっかり者である。
丁姫（ていひめ）
声 : 増田ゆき
竜宮4姉妹の末っ子。幼いが、おませである。
龍魔王（りゅうまおう）
声 : 内海賢二
竜宮城の王にして4姉妹の父親。世界を海に沈める兵器を開発する。
くらげ爺（じい）
声 : 田の中勇
竜宮城の宝物庫の番人。壺の中から現れる。

### dancing blade かってに桃天使!「魔人妖鬼妃探索顛末」
妖鬼妃
鬼城と呼ばれる城の中で150年間眠る女性型の大妖怪。妖怪たちを世界の終わり「落奈落（ラグナロク）」に導く存在として崇められている。
その復活には膨大なエネルギーを必要としており、強大な力を持つ桃姫のエネルギーに目をつけた妖蛇の策略によって復活。エネルギー吸収能力と蛇型の霊体を触手のように使い戦う。
復活してからも貪欲に桃姫の力を貪っていたが桃天使に覚醒した桃姫の圧倒的な力に魅了され、さらに貪欲にエネルギーを貪った結果オーバーフローを起こし自滅する。
妖蛇
妖鬼妃に仕える妖怪。 冬眠中の妖鬼妃の代わりに妖怪軍団を率いる参謀。
桃姫たちを罠にはめ妖鬼妃を復活に導いたが、覚醒した桃天使の力を貪った妖鬼妃のオーバーフローに巻き込まれ死亡した。
金
妖鬼妃に仕える妖怪。桃姫達の2倍以上の大きさを誇る白虎の妖怪。役職は白虎剛勇撃滅兵団団長。
大刀を振るい桃姫に挑むが桃姫のスピードにかく乱される。妖鬼城に攻め込んだ際に桃姫たちに倒されて足蹴にされた。
銀
妖鬼妃に仕える妖怪。桃姫達の2倍以上の大きさを誇る牛の妖怪。役職は、黒牛重装爆砕兵団団長。
大斧を振るい戦うも白虎同様桃姫の剣技に圧倒されてしまう。
狼人
妖鬼妃に仕える妖怪達で雑兵。一部の部下が桃姫の精気を食らえば千年寿命が延びるという噂を信じ襲い掛かってくるが、桃姫たちの圧倒的な力にボコボコにされた。

## 主題歌
- オープニングテーマ : Believe
  - 作詞 : 及川眠子、作・編曲 : 朝井泰生  / 歌 : 桑島法子
- dancing blade かってに桃天使！エンディングテーマ : この空の永遠のように
  - 作詞 : 白峰美津子、作曲 : 浅井裕子、編曲 : 岩本正樹  / 歌 : 桑島法子
- dancing blade かってに桃天使II〜Tears of Eden〜エンディングテーマ : Tears of Eden
  - 作詞 : 白峰美津子、作曲 : 浅井裕子、編曲 : 河越重義  / 歌 : 桑島法子
- 乙姫のテーマ : 新しい波
  - 作詞 : 白峰美津子、作曲 : 宮島律子、編曲 : 岩本正樹  / 歌 : 那須めぐみ
- お狗のテーマ : 白ゆりの祈り 〜そよ風を待ちわびて〜
  - 作詞 : 永森羽純、作曲 : 阪上登、編曲 : 福田裕彦  / 歌 : 白鳥由里
- キジメのテーマ : a Burning Rose 〜薔薇ふぶき散らして〜
  - 作詞 : 田中みほ、作曲 : 阪上登、編曲 : 福田裕彦  / 歌 : ならはしみき
- 桃姫のテーマ : 桃天使99
  - 作詞 : 田中みほ、作曲 : 阪上登、編曲 : 福田裕彦  / 歌 : 桑島法子

## 関連商品

### 書籍
- Dancing Blade かってに桃天使！ ビジュアルコレクション（コナミ）ISBN 4883177289
- Dancing Blade かってに桃天使II 〜Tears of Eden〜 ビジュアルコレクション（コナミ）ISBN 4883177424
- 漫画『Dancing Blade かってに桃天使！』（作 : 武本康弘・うかのみたまじん / 角川書店〈角川コミックス・ドラゴンJr.〉）ISBN 404712205X

### CD
- かってに桃天使! ORIGINAL SOUNDTRACK（1998年9月4日、キングレコード）
- dancing blade かってに桃天使II〜Tears of Eden〜 Vocal & Sound FILE（1999年3月26日、キングレコード）
- dancing blade かってに桃天使! 桃姫冒険物語〜出会い〜（1998年10月9日、キングレコード）
- ドラマCD DANCING BLADE かってに桃天使！〜外伝〜 第一章（キングレコード）
- ドラマCD DANCING BLADE かってに桃天使！〜外伝〜 第二章（キングレコード）